# Möklinta
Möklinta – miejscowość (tätort) w Szwecji, w regionie administracyjnym (län) Västmanland, w gminie Sala.
Według danych Szwedzkiego Urzędu Statystycznego liczba ludności wyniosła: 327 (31 grudnia 2015), 317 (31 grudnia 2018) i 312 (31 grudnia 2019).